# Neopyrgota calcarata
Neopyrgota calcarata är en tvåvingeart som beskrevs av Friedrich Georg Hendel 1934. Neopyrgota calcarata ingår i släktet Neopyrgota och familjen Pyrgotidae. Inga underarter finns listade i Catalogue of Life.